# Ernst Lichtenstein

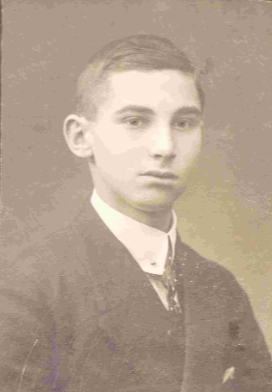
Ernst Lichtenstein (1917)

Ernst Lichtenstein (* 13. Dezember 1900 in Braunsberg, Ostpreußen; † 20. Januar 1971 in Münster) war ein deutscher Erziehungswissenschaftler und Hochschullehrer.

## Leben und Wirken
Ernst Lichtenstein studierte von 1921 bis 1927 Philosophie, Psychologie, Geschichte, Soziologie und Theologie an den Universitäten München, Heidelberg, Köln und Königsberg und promovierte im Jahre 1925 an der Universität Königsberg bei Heinz Heimsoeth mit einer Dissertation über Die Wertprinzipien in Fichtes Geschichtsphilosophie. 1927 und 1929 folgten seine Staatsexamen für den höheren Schuldienst und war zunächst bis 1932 im Schuldienst in Ostpreußen tätig. Von 1932 bis 1944 unterrichtete er an verschiedenen Schulen in Griechenland als Lehrer bzw. Lektor, u. a. an der Deutschen Schule Athen. Nach Deutschland zurückgekehrt, habilitierte er sich 1947 an der Universität München für Philosophie und Pädagogik und wurde dort 1949 außerplanmäßiger Professor. 1952 erhielt er eine außerordentliche Professor an der Universität Erlangen. Von 1955 bis 1969 war Lichtenstein schließlich Professor an der Universität Münster und Direktor des Pädagogischen Seminars.
In seinen Veröffentlichungen beschäftigte sich Lichtenstein vor allem mit der Geschichte und Philosophie von Bildung und Erziehung sowie der pädagogischen Ethik.
Ernst Lichtenstein war verheiratet mit der Grundschulpädagogin Ilse Lichtenstein-Rother.

## Veröffentlichungen (Auswahl)
- Schillers „Briefe über die ästhetische Erziehung“ zwischen Kant und Fichte. In: Archiv für Geschichte der Philosophie und Soziologie, Bd. 39 (1929), S. 103–114 u. 275–294.
- Philippi. Eine historisch-theologische Betrachtung über den Eintritt des Christentums in die abendländische Welt. In: Bernhard Bischoff (Hrsg.): Lebenskräfte in der abendländischen Geistesgeschichte. Dank- und Erinnerungsgabe an Walter Goetz zum 80. Geburtstage am 11. November 1947. Simons-Verlag, Marburg 1948, S. 1–21.
- Die älteste christliche Glaubensformel. In: Zeitschrift für Kirchengeschichte, Bd. 63 (1950/51), S. 1–74.
- Das Problem der Autorität in der Pädagogik. Henn, Ratingen 1951.
- Luther und die Humanität. In: Evangelische Theologie, Jg. 1950/51, H. 9, S. 386–424.
- Umrisse einer soziologischen Jugendkunde. Duncker & Humblot, Berlin 1955.
- Die Schule im Wandel der Gesellschaft. Henn, Ratingen 1957.
- (mit Otto Friedrich Bollnow u. Otto Weber): Der Mensch in Theologie und Pädagogik. Quelle & Meyer, Heidelberg 1957 (2. Aufl. 1962).
- (Hrsg.): Friedrich Daniel Ernst Schleiermacher / Ausgewählte pädagogische Schriften. Schöningh, Paderborn 1959 (3. Aufl. 1983, ISBN 3-506-78350-5).
- Bildungsgeschichtliche Perspektiven. Glaube und Bildung – Bildung als geschichtliche Begegnung. Henn, Ratingen 1962.
- Die letzte Vorkriegsgeneration in Deutschland und die hermeneutisch-pragmatische Pädagogik. In: Einsichten und Impulse. Wilhelm Flitner zum 75. Geburtstag am 20. August 1964 (= Zeitschrift für Pädagogik, Beiheft 5). Beltz, Weinheim 1964, S. 5–33.
- Zur Entwicklung des Bildungsbegriffs von Meister Eckhart bis Hegel (= Pädagogische Forschungen, Bd. 34). Quelle & Meyer, Heidelberg 1966.
- Erziehung, Autorität, Verantwortung. Reflexionen zu einer pädagogischen Ethik. Henn, Ratingen 1967.
- Bildung. In: Zeitschrift für Begriffsgeschichte, Bd. 12 (1969), S. 7–29.
- Der Ursprung der Pädagogik im griechischen Denken (= Paideia, Bd. 1). Schroedel, Hannover 1970,
- Aristoteles: Über Erziehung. In: Horst-Theodor Johann (Hrsg.): Erziehung und Bildung in der heidnischen und christlichen Antike (= Wege der Forschung, Bd. 377). Wissenschaftliche Buchgesellschaft, Darmstadt 1976, S. 319–336, ISBN 3-534-06073-3.

Festschrift
- Siegfried Oppolzer (Hrsg.): Erziehungswissenschaft 1971. Zwischen Herkunft und Zukunft der Gesellschaft. Henn, Ratingen 1971 (Bibliographie Ernst Lichtenstein), S. 365–3719.